# Catasto fiorentino
Il Catasto fiorentino fu promulgato con legge della Repubblica di Firenze il 22 maggio 1427.

## La storia
Una tassazione o estimo del Comune si trova già ricordato a Firenze negli ultimi decenni del sec. XIII. Nel 1378 un tentativo di promulgare una tavola o estimo pubblico, più capillare e più preciso, incontrò l'efficace opposizione delle famiglie cittadine più potenti. Però, in seguito alla guerra contro Filippo Maria Visconti, la Repubblica valutò il costo del conflitto in tre milioni e mezzo di fiorini e previde settantamila fiorini al mese come spesa corrente per sostenere le milizie. Pertanto non fu possibile evitare una nuova tassazione, da imporre non ad arbitrio, ma proporzionalmente e con apposita legge. Ne furono promotori Rinaldo degli Albizi e Niccolò da Uzzano, con l'appoggio di Giovanni di Bicci de' Medici.
Il decreto fu promulgato il 22 maggio 1427. Nel proemio si dichiarava tra l'altro di voler seguire la voce e il desiderio del popolo di Firenze e di voler porre un rimedio all'ineguaglianza delle imposizioni. Si ordinava pertanto che ogni cittadino dovesse dichiarare sotto il suo Gonfalone il proprio nome e quello delle persone componenti la famiglia, l'età, il lavoro e il mestiere di ciascuno, i beni immobili e mobili posseduti dentro o fuori il dominio fiorentino e anche altrove, le somme di denaro, i crediti, i traffici, le mercanzie, gli schiavi, i buoi, i cavalli, gli armenti e i greggi. Chiunque avesse occultato i propri beni sarebbe stato soggetto alla confisca degli stessi.
Le portate furono divise in 4 libri, uno per quartiere, a cura di 10 cittadini su 60 estratti a sorte: furono i cosiddetti ufficiali del Catasto che dovevano calcolare le rendite e regolare e distribuire le tasse. La stima doveva essere annotata a pie' di ciascuna posta e il totale in fondo alla pagina. Dalla stima poi si dovevano detrarre gli aggravi (canoni, livelli, obblighi e debiti), la pigione delle case abitate e delle botteghe, il valore delle cavalcature necessarie, le bocche di famiglia da alimentare. Ne risultava così un ammontare netto da tassare di 10 soldi per ogni 100 fiorini. In seguito l'imposta si fece progressiva: da 100 fiorini in giù si pagava a ragione del tre per cento; da 100 a 1000 il cinque per cento. Se non risultava un ammontare imponibile, gli ufficiali concordavano la rata con il cittadino. Il Catasto non si poteva correggere e per questo doveva essere rinnovato ogni tre anni.
La Repubblica ordinò nella stessa maniera i catasti dei contadini, delle Università delle Arti, dei forestieri abitanti dentro il dominio e di ogni altra persona ordinariamente non tenuta al pagamento delle gravezze (Capponi, p. 487).
Naturalmente questa tassazione incontrò il malcontento dei fiorentini abbienti - che videro aumentate notevolmente le cifre dovute - e il desiderio di rivalsa dei cittadini poveri che, nonostante le facilitazioni, chiesero la retroattività per chi nel passato non aveva pagato secondo il nuovo metodo impositivo. Ma quest'ultima controversia si risolse per una saggia mediazione di Giovanni dei Medici che disse:
L'ammontare della somma da levare per via del Catasto fu di 25500 fiorini d'oro per la città.
Nel dominio di Firenze, gli abitanti di San Gimignano e di Volterra, che rivendicavano una propria indipendenza, fecero resistenza al Catasto; in particolare gli ambasciatori di Volterra furono presi e imprigionati alle Stinche. Tornati nella loro città, il malcontento rimase grande. Nel 1429 Giusto Landini capeggiò la ribellione dei Volterrani. L'epilogo fu tragico. L'esercito di Firenze si mosse per sedare la ribellione e giunse sotto le mura della città e il Landini venne ucciso a tradimento dai suoi concittadini il 7 novembre 1429.